# Liao Yaoxiang
Liao Yiaoxiang (廖耀湘, 16 mai 1906 – 2 décembre 1968) est un général du Kuomintang qui a combattu avec succès à la fois l'armée impériale japonaise et les forces communistes chinoises. Hormis le général Sun Liren, il est l'un des quelques commandants nationalistes diplômés d'une académie militaire occidentale (Saint-Cyr). Après la fin de la seconde guerre sino-japonaise, il sert en Mandchourie jusqu'à sa capture par le général communiste Lin Biao lors de la campagne de Liaoshen. Il est emprisonné pendant 12 ans jusqu'en 1961 et meurt sept ans plus tard durant la révolution culturelle.

## Biographie

### Jeunesse et formation
Liao Yiaoxiang est né dans une famille de la petite noblesse rurale dans la province du Hunan en 1906. Il fait sa scolarité avec pour camarade Yang Kaihui, la future épouse de Mao Zedong. En 1926, il entre à l'académie de Huangpu et en sort avec les meilleures notes. Parmi ses camarades se trouvent Chen Cheng, Xue Yue, Fan Hanjie, Dai Li, Hu Zongnan, Qiu Qingquan, Du Yuming, Zhang Lingfu, Hu Lien, Liu Yuzhang, Huang Wei, Li Mi, Wang Yaowu et Lin Biao. En 1930, il est choisi par Tchang Kaï-chek pour un échange d'étudiant en France. En 1936, il est diplômé de l'école spéciale militaire de Saint-Cyr avec de nouveau les meilleures notes. Il retourne en Chine la même année et est promu commandant de compagnie de l'unité de cavalerie de l'académie de Huangpu avec le grade de major.

### Seconde guerre sino-japonaise
En 1937, la seconde guerre sino-japonaise éclate, Liao est promu chef d'État-major de la 2e brigade de réserve avec le grade de lieutenant-colonel. Il participe à la bataille de Shanghai et à la bataille de Nankin. Durant les sanglants combats de rues à Nankin, il se retrouve coincé dans la ville avec ses camarades Sun Yuanliang, Wang Yaowu et Qiu Qingquan. Il échappe au massacre de Nankin déguisé en moine bouddhiste.
Après la bataille de Wuhan, il est promu colonel et commandant de la formation du corps d'officiers. Il écrit une lettre à Tchang Kaï-chek, suggérant de drastiques changements dans l'armée nationale révolutionnaire et construit une unité blindée moderne. Tchang apprécie beaucoup son conseil et commence à avoir une impression favorable de Liao. En 1938, Liao est promu au rang de major-général et chef d'État-major de la 200e division. Son commandant de division est Du Yuming. En septembre 1938, la 200e division est agrandie et renommé 5e corps, la seule unité motorisée de l'armée nationaliste. Liao est de nouveau nommé responsable du commandement du corps des officiers de réserve et sert comme vice-commandant de la nouvelle 22e division. Au moment où son supérieur Qiu Qingquan s'absente pour une mission, il sert aussi comme commandant de division provisoire.
En septembre 1939, la 22e division est envoyé au Guangxi combattre les Japonais et remporte une victoire importante. Le général Masao Nakamura (en) est tué au combat avec 8 000 hommes lors de la bataille du col de Kunlun (en). Par la suite, son unité est transférée au Yunnan pour sécuriser l'approvisionnement en provenance de la route de Birmanie. Après l'attaque sur Pearl Harbor par les Japonais, la conquête japonaise de la Birmanie commence en janvier 1942, la 15e armée du général Shōjirō Iida envahi la colonie britannique. Le gouvernement de Londres envoie alors de l'aide à Chongqing, Tchang Kaï-chek forme une force expéditionnaire chinoise de Birmanie dirigé par Joseph Stilwell, avec Du Yuming comme vice-commandant, et Sun Liren, comme commandant de la nouvelle 38e division destinée à secourir les forces britanniques et empêcher la conquête japonaise de la Birmanie et d'atteindre leur but de couper la route de la Birmanie. Bien que les Chinois remportent des victoires initiales, comme la bataille de Yenangyaung ou la bataille de Taungû, les forces britanniques échouent à arrêter l'avancée japonaise, et les forces chinoises sont forcées de se retirer de Birmanie. Quand la 18e division japonaise coupe leur route de retrait, les 22e et 38e divisions chinoises sont forcées de passer par les collines de Kachin (en), où beaucoup de vétérans meurent de maladie, de faim, ou d'attaques d'animaux, et finalement atteint Ledo en Inde.
Ces forces se réunissent sur place pour former la « force X », le général Joseph Stilwell s'assurant que ces unités chinoises reçoivent le dernier armement américain et les meilleures formations. En 1943, les forces chinoises attaquent l'armée régionale japonaise de Birmanie de Heitarō Kimura. Liao remporte plusieurs victoires et son unité grandi pour devenir la Nouvelle Sixième armée en 1944. En avril 1945, Liao et son armée retourne en Chine pour la première fois depuis 3 ans et défont les Japonais à la bataille de l'Ouest du Hunan, et He Yingqin le décore de l'ordre du Ciel bleu et du Soleil blanc, la plus haute distinction pour un commandant nationaliste.

### Guerre civile chinoise

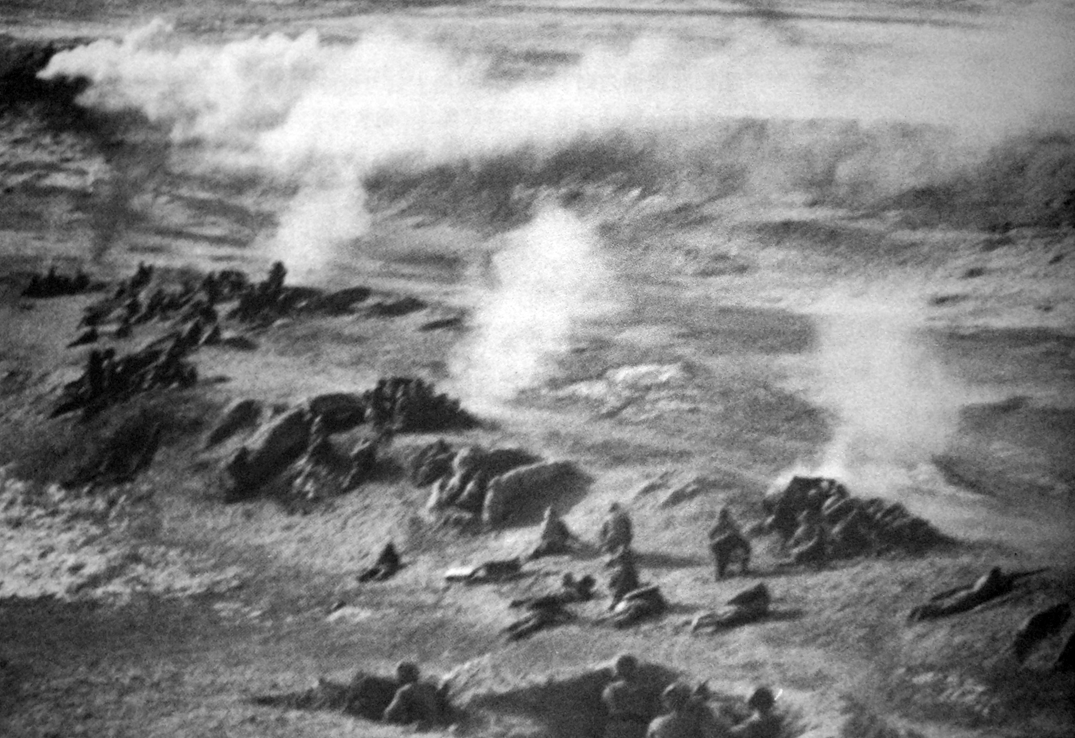
La bataille de Heshan.

Quand la guerre civile reprend en Mandchourie, Tchang Kaï-chek est déterminé à récupérer la province. La 6e armée de Liao et la 1re armée de Sun Liren sont alors envoyées sur place. Afin de récupérer les villes prises par les communistes, Tchang nomme Du Yuming commandant-en-chef de la Mandchourie, et Bai Chongxi chef d'État-major de la défense de la région. Mao Zedong charge Lin Biao de la campagne de défense de Siping (en). Liao Yaoxiang parvient à reprendre les bastions communistes autour de Siping et force les commandants communistes à fuir la ville. Les nationalistes commencent à capturer la plupart des villes au Sud de la rivière Songhua, mais Tchang donne l'ordre de les abandonner pour traverser la rivière parce qu'à lieu au même moment la mission Marshall en Chine.
Quand Tchang remplace Du Yuming par Chen Cheng, la situation empire considérablement car le succès du mouvement de réforme agraire dans la région et la défection de l'armée impériale du Mandchoukouo à l'armée populaire de libération augmentent la force des communistes qui comptent maintenant 1 million d'hommes. En 1947, Tchang nomme Liao commandant-en-chef du 9e groupe d'armées qui inclut : la 1re armée, la 3e armée, la 6e armée, la 49e armée, la 52e armée, la 71e armée, la 207e division indépendante et trois brigades de cavalerie. En septembre 1948, l'armée communiste de Mandchourie menée par Lin Biao lance la campagne de Liaoshen. Liao suggère de retirer le 9e groupe d'armées au-delà de Yingkou, un port maritime nationaliste, et de quitter la Mandchourie par la mer. Mais Tchang lui ordonne de partir au secours des forces assiégées du général Fan Hanjie à Jinzhou. Mais avant que Liao ne puisse atteindre le site, la ville est déjà tombée et Changchun, un autre bastion nationaliste en Mandchourie, également. Finalement, Du Yuming persuade Tchang d'autoriser le 9e groupe d'armées de se retirer du Nord de la Chine, mais il ne parvient pas à passer les lignes défensives communistes près de Heishan et Dahushan, et perd un temps considérable. Lors d'une attaque nocturne surprise, une unité communiste détruit le quartier-général de Liao, ce qui perturbe entièrement la chaîne de commandement. Du 20 au 28 octobre, les forces communistes de Han Xianchu attaquent Liaoxi et l'Ouest de Raoyanghe. Elles détruisent douze divisions nationalistes, dont la 1re armée d'élite, la 6e armée de 110 000 hommes, et capturent Liao Yuxiang. Seule la 52e armée du général Liu Yuzhang parvient à revenir à Shanghai.

### Libération et mort
Après sa capture, Liao est gardé prisonnier dans un camp à Pékin avec son ancien compagnon d'arme Du Yuming jusqu'à son pardon en 1961. Il est nommé commissaire à la conférence consultative politique du peuple chinois responsable de ses données historiques. Il est toujours en colère contre les espions communistes infiltrés chez les nationalistes comme le directeur de la planification Guo Ruhuai (zh) et le vice-chef d'État-major Liu Fei (zh), qui ont transmis des plans militaires vitaux aux commandants communistes, ce qui a largement participé à la défaite. En 1968, Liao subit une séance de lutte de la part des gardes rouges durant la révolution culturelle, et meurt d'un arrêt cardiaque à l'âge de 62 ans.